# 三氟甲磺酸硝酰
三氟甲磺酸硝酰是一种无机化合物，化学式为NO2CF3SO3，它可由三氟甲磺酸酐和无水硝酸在二氯甲烷中反应得到。它和7-氟-7-溴双环[4.1.0]庚烷在乙腈中反应，可以得到4-氟-5,6,7,8-四氢-2-甲基喹唑啉-1-氧化物。